# In barca a vela contromano
In barca a vela contromano è un film del 1997 diretto da Stefano Reali e basato sulla pièce teatrale Operazione del regista stesso.
Il titolo del film si riferisce all'impresa realizzata da Francis Chichester, aviatore e navigatore britannico che ha effettuato il giro del mondo in barca a vela controvento (o "contromano" come, sbagliando, dirà Carlo a Massimo in uno dei dialoghi), anche se, a differenza di quanto affermato da Luigi nel film, la durata complessiva non fu di un anno e mezzo ma di 226 giorni, dal 27 agosto 1966 al 28 maggio 1967.
Come dichiarato negli stessi titoli di testa, il film, considerato di interesse culturale nazionale, è stato realizzato con l'intervento della Presidenza del Consiglio dei ministri - Dipartimento dello Spettacolo.

## Trama
Il trentenne Massimo si fa ricoverare in un ospedale pubblico a Roma per un'operazione ai legamenti del ginocchio. Luigi, il suo compagno di stanza in ospedale da anni per alcune operazioni sbagliate, gli fa capire che l'intervento non è così semplice come sembra e che sarebbe forse più opportuno dare la precedenza ad altre persone anziane in lista d'attesa da tempo. Luigi in realtà sfrutta la sua situazione di "esperto" dell'ospedale per organizzare un traffico di posti-letto d'intesa con alcuni infermieri, ed anche stavolta sembra avere successo. Luigi però non sa che Massimo non è un vero malato ma un medico disoccupato, cui la direzione dell'ospedale ha affidato il compito proprio di smascherare il traffico dei posti-letto.
Massimo, dopo un po', si rende conto di essere stato ingaggiato per smascherare un traffico minore con lo scopo di coprirne uno molto più grande, capisce che Luigi è diventato un vero punto di riferimento per tutto il reparto, entra in simpatia con lui, comincia a dubitare dell'incarico affidatogli da Cupreo, rampante medico aspirante primario. Incerto su come muoversi, riesce però alla fine a mettere gli uni e gli altri di fronte alle loro colpe, e poi lascia l'ospedale con il bagaglio di un'esperienza di vita non indifferente.